# Cremastosperma pendulum
Cremastosperma pendulum (Ruiz & Pav.) R.E.Fr. – gatunek rośliny z rodziny flaszowcowatych (Annonaceae Juss.). Występuje naturalnie w Peru.

## Morfologia
PokrójZimozielone drzewo.
LiścieMają lancetowaty kształt. Mierzą 14–25 cm długości oraz 3–7 cm szerokości. Nasada liścia jest ostrokątna. Blaszka liściowa jest całobrzega o spiczastym wierzchołku. Ogonek liściowy jest owłosiony i dorasta do 6–7 mm długości.
KwiatySą pojedyncze. Rozwijają się w kątach pędów. Działki kielicha mają owalny kształt. Płatki mają kształt od owalnego do okrągłego i osiągają do 10–12 mm długości.
OwoceTworzą owoc zbiorowy. Mają elipsoidalny kształt.